# اختبارات وظائف الكبد
تشتمل اختبارات وظائف الكبد (LFTs أو LFs) ،على فحص وتقديرانزيمات الكبد، وهي مجموعة من فحوصات الدم الكيموحيوية السريرية الموفرة لمعلومات عن حالة الكبد؛ هل هو سليم أم معتل. تسبب معظم أمراض الكبد أعراض بسيطة في البداية، ولكن من الضرورى الكشف عن هذه الامراض مبكرا. قد يكون ارتباط الكبد ببعض الأمراض ذا أهمية كبيرة. يُجرى هذا الاختبار مهندس طبى على عينة من المريض المصل أو البلازما الخاصة بالمريض والتي يحصل عليها عن طريق الفصد. بعض الاختبارات مرتبطة بالوظيفية (مثل الألبومين) ؛ بعضها بالتكامل الخلوي (مثال الترانس امينيز) وبعضها بالحالات المرتبطة بالقناة الصفراوية (جاما جلوتامايل ترانسفيراز و الفوسفاتيز القلوى). والعديد من الاختبارات الكيموحيوية مفيدة في تشخيص المصابين بخلل في وظائف الكبد وكيفية التعامل معهم. ويمكن استخدام هذه الاختبارات (1) للكشف عن وجود مرض في الكبد، (2) التفريق والتمييز بين الأنواع المختلفة لاضطرابات الكبد، (3) قياس مدى تلف الكبد، و(4) متابعة الاستجابة للعلاج.

## جدول الكبد المثالي
| القياسات                           | المدلول | مدى الدلالة (القيم المعتادة) |
| ألانين transaminase (البديل)       | ألانين transaminase (البديل)، الذي يسمى أيضا المصل الجلوتاميك كربوكسيل ناقلة الأمين (SGPT) أو ألانين الألانين (ALAT) هو إنزيم موجود في الكبد ق (خلايا الكبد). عندما خلية معطوب، وتسرب هذا الانزيم في الدم، حيث يتم قياسها. البديل ترتفع بشكل كبير في تلف حاد في الكبد، مثل التهاب الكبد الفيروسي [أو] الباراسيتامول (اسيتامينوفين) جرعة زائدة. المرتفعات وغالبا ما تقاس في المضاعفات والحد الأعلى للطبيعي (ULN). | 5 إلى 40 وحدة دولية / لتر    |
| الأسبارتات transaminase (است)      | الأسبارتات transaminase (است) كما دعا المصل الجلوتاميك أكسالوأسيتك Transaminase (SGOT) أو الألانين اسبارتاتي (المضادة للسواتل) مشابه لما في ذلك البديل هو آخر أنزيم المرتبطة parenchymal خلايا الكبد. فمن رفع الضرر الحاد في الكبد، ولكن هذا هو أيضا في خلايا الدم الحمراء، والقلب والهيكل العظمي والعضلات وبالتالي فهي ليست محددة إلى الكبد. في نسبة لاست البديل من المفيد أحيانا في التفريق بين أسباب تلف الكبد. است المستويات المرتفعة ليست محددة لتلف الكبد، واست قد استخدمت أيضا كما علامة القلب. | 10 إلى 40 وحدة دولية / لتر   |
| الفوسفاتيز القلوي                  | قلوي الفوسفاتيز هو انزيم في الخلايا المبطنة لل المرارية قنوات من الكبد. المستويات في البلازما سترتفع مع انسداد القنوات الصفراوية الكبيرة، intrahepatic الكوليسترول اختراقي أو أمراض الكبد. موجود أيضا في العظم والمشيمة ل الأنسجة، لذلك هو ارتفاع في نمو الاطفال (كما عظامهم يجري معاد) والمرضى المسنين مع داء باجيت. | 30 إلى 120 وحدة دولية / لتر  |
| مجموع البيليروبين (TBIL)           | البيليروبين هو نتاج انهيار الميلوبيروكسيداز (جزء من الهيموغلوبين في خلايا الدم الحمراء). والكبد هو المسؤول عن تنقية الدم من البيليروبين. لا يفعل ذلك من خلال الآلية التالية : بيليروبين يتم تناوله في خلايا الكبد، يضاف إليها ' (تعديل لجعله للذوبان في الماء)، ويفرز في الصفراء، والتي تفرز في الأمعاء. أسباب زيادة البيليروبين الكلي اليرقان، ويمكن الإشارة إلى عدد من المشاكل : * 1. قبل كبدي : زيادة إنتاج البيليروبين '. هذا يمكن أن يعزى إلى عدد من الأسباب، بما في ذلك فقر الدم الانحلالي ونزيف داخلي. * 2. كبدي : وجود مشكلات في الكبد، والتي تنعكس على أوجه القصور في استقلاب البيليروبين ' (مثل تخفيض امتصاص الكبدية، وضعف تصريف الافعال من البيليروبين، وانخفاض إفراز الكبد من البيليروبين). بعض الأمثلة على ذلك سيكون من تليف الكبد والتهاب الكبد الفيروسي. * 3. بعد كبدي : انسداد في القناة الصفراوية، كما يتجلى النقص في إفراز البيليروبين '. (إعاقة يمكن أن يكون موجودا، سواء داخل الكبد أو في القناة الصفراوية.) | 2—14 μmol / لتر              |
| البيليروبين المباشر (الغير مرتبط ) | وكان التشخيص هو تضييق كذلك من خلال النظر في مستويات البيليروبين المباشر. - إذا مباشرة (أي يضاف إليها) البيليروبين أمر طبيعي، ثم المشكلة هو وجود فائض من البيليروبين unconjugated، وموقع للمشكلة هو المنبع من إفراز البيليروبين. انحلال الدم والتهاب الكبد الفيروسي، أو تليف الكبد يمكن أن يكون المشتبه بهم. - إذا البيليروبين المباشر هو ارتفاع، ثم الكبد هو التصريف البيليروبين عادة، ولكن لا يستطيع أن يفرز ذلك. وينبغي أن القناة الصفراوية عرقلة من قبل السرطان تكون حصى في المرارة أو المشتبه بهم. | 0—4 μmol / لتر               |
| غاما glutamyl transpeptidase (GGT) | وعلى الرغم معقول محددة للكبد وعلامة أكثر حساسية لأضرار cholestatic من العامل الاسترالى، غاما transpeptidase glutamyl (GGT) قد تكون مرتفعة حتى مع قاصر، دون المستوى السريري لاختلال وظيفي في الكبد. كما يمكن أن تكون مفيدة في تحديد سبب هذا الارتفاع معزولة في العامل الاسترالى. GGT هي التي أثيرت في سمية الكحول (الحادة والمزمنة).. | 0 حتي 51 وحدة دولية / لتر    |

## فحوصات أخرى تطلب عادة مع فحص وظائف الكبد
| BMP/الإلكتروليت:                               |                               |                 |                        |
| Na+ = 140                                      | Cl− = 100                     | BUN = 20        | /                      |
|                                                |                               |                 | Glu = 150              |
| K+ = 4                                         | CO2 = 22                      | PCr = 1.0       | \                      |
| غازات الدم الشرياني:                           |                               |                 |                        |
| بيكربونات = 24                                 | paCO2 = 40                    | paO2 = 95       | pH = 7.40              |
| غاز الحويصلات الهوائية:                        |                               |                 |                        |
|                                                | pACO2 = 36                    | pAO2 = 105      | مدروج سنخي شرياني = 10 |
| أخرى:                                          |                               |                 |                        |
| Ca = 9.5                                       | مغنيسيوم في علم الأحياء = 2.0 | PO4 = 1         |                        |
| CK = 55                                        | BE = −0.36                    | AG = 16         |                        |
| التناضحية/كلوية:                               |                               |                 |                        |
| أسمولالية البلازما = 300                       | أسمولالية البلازما = 295      | POG = 5         | BUN:Cr = 20            |
| تحليل البول:                                   |                               |                 |                        |
| UNa+ = 80                                      | UCl− = 100                    | UAG = 5         | FENa = 0.95            |
| UK+ = 25                                       | USG = 1.01                    | UCr = 60        | UO = 800               |
| اختبارات وظائف الكبد والجهاز الهضمي والبروتين: |                               |                 |                        |
| LDH = 100                                      | TP = 7.6                      | AST = 25        | TBIL = 0.7             |
| ALP = 71                                       | Alb = 4.0                     | ALT = 40        | BC = 0.5               |
|                                                |                               | AST/ALT = 0.6   | BU = 0.2               |
| AF alb = 3.0                                   | SAAG = 1.0                    |                 | SOG = 60               |
| السائل الدماغي الشوكي:                         |                               |                 |                        |
| CSF alb = 30                                   | CSF glu = 60                  | CSF/S alb = 7.5 | CSF/S glu = 0.4        |

### 5 'nucleotidase (5'NTD)
5 'nucleotidase هو اختبار آخر خاص بالكوليسترول أو بالأضرار التي لحقت بالنظام المرارى داخل الكبد أو خارجه، وويستخدم في بعض المختبرات، كبديل للـ GGT من أجل التحقق مما إذا كان الـ ALP المرتفع ناشئ من المرارة أو من غيرها.

### اختبار التخثر (على سبيل المثال INR)
والكبد هو المسؤول عن إنتاج عناصر التخثير.
ونسبة الـ(INR) يقيس سرعة ممر خاص للتخثر، ومقارنتها بالمعدل الطبيعى. وإذا ارتفع الـ INR، فهذا يعني أنها تأخذ وقتا أطول من المعتاد لتجلط الدم. ولن يرتفع الـ INR إلا إذا زاد تلف الكبد أي تلفت عناصر التخثير المعتمدة على تركيب فيتامين كفيتامين ك، وهو ليس قياسا دقيقا لوظيفة الكبد.
ومن المهم جدا لكى نجعل الـ INR في مستواه الطبيعى قبل تطبيقه على الأشخاص الذين يعانون مشاكل في الكبد (عادة عن طريق نقل الدم والبلازما التي تحتوي على العناصر الناقصة) لأنهم قد ينزفون بشكل مفرط.

### مصلالجلوكوز(BG، Glu)
ومقدرة الكبد على إنتاج الجلوكوز (استحداث السكر) عادة ما تكون آخر وظيفة يفقدها في اطار الفشل الكبد الذي يداهم الإنسان.

### هيدروجين اللاكتات (LDH)
هيدروجين اللاكتات هو موجود في العديد من أنسجة الجسم، بما فيها الكبد. والمستويات المرتفعة من LDH قد تشير إلى تلف الكبد.

## وصلات خارجية
- أنزيمات الكبد المرتفعة
- Liver+function+tests في المكتبة الوطنية الأمريكية للطب نظام فهرسة المواضيع الطبية (MeSH).

- نظرة عامة على مايو كلينيك
- اختبارات اختلال وظائف الكبد ا